# Меррьен, Ли
Ли Меррьен — британский бегун на длинные дистанции. На олимпийских играх 2012 года занял 30-е место в марафоне с результатом 2:17.00. Многократный победитель и призёр Островных игр на дистанциях 800, 1500 и 5000 метров.
Личный рекорд в марафоне — 2:13.41.

## Достижения
- 91-е место на чемпионате мира по кроссу 2009 года
- 22-е место в марафоне на чемпионате мира 2011 года — 2:16.59